# Dahlhausen (Adelsgeschlecht)

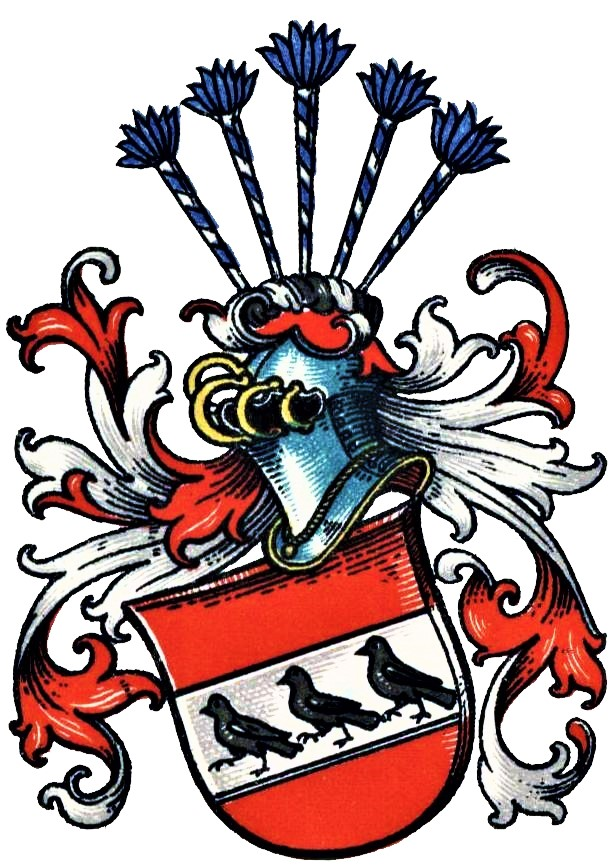
Wappen derer von Dahlhausen im Wappenbuch des Westfälischen Adels

Dahlhausen (auch: Daelhausen, Daalhausen o. ä.) ist der Name eines westfälischen Adelsgeschlechts.

## Geschichte
Stammsitz des Geschlechts war Haus Dahlhausen im Bochumer Stadtteil Hordel.
Ein Johann von Dahlhausen erscheint 1321 in einer Urkunde des Stifts Essen, 1328 ein Heinrich von Dahlhausen, 1384 ein Johann von Dahlhausen. Ein weiterer Johann von Dahlhausen erscheint 1403. Derselbe war auch 1437 bei einem Vergleich zwischen Adolf von Kleve und Gerhard von der Mark zu Hamm beteiligt. Ferner werden 1443 ein Tonis von und zu Dahlhausen, 1451 ein Henrik von Dahlhausen und 1491 ein Otto von Dahlhausen erwähnt. Letzterer war mit Greta Beckers verheiratet und hatte drei Kinder: Steffan, Johan und Marie. Mit Otto von Dahlhausen starben die Herrn von Dahlhausen im Mannesstamm aus.
Durch Heirat einer Erbtochter fiel Haus Dahlhausen spätestens Mitte des 16. Jahrhunderts an die von Düngelen.

## Wappen
Blasonierung: In Rot ein silberner Balken belegt mit drei schwarzen Vögeln. Auf dem schwarz-silbern bewulsteten Helm fünf blau-silbern geringelte Stäbe oben mit blauen Federn besteckt. Die Helmdecken sind rot-silbern.